# Catalina Speroni
Catalina Speroni (geboren am 29. November 1938 in Buenos Aires, Argentinien; gestorben am 21. Dezember 2010 ebenda) war eine argentinische Filmschauspielerin.

## Leben
Speroni studierte in den 1950er Jahren am Nationalen Konservatorium für Darstellende Künste. 1961 begann sie ihre Bühnenkarriere. Sie trat hauptsächlich in klassischen Werken auf. Ihr Debüt im Fernsehen gab sie 1962 in der TV-Serie „Señoritas alumnas“. 1968 gab sie ihr Filmdebüt im Film Operación San Antonio. Sie trat in 48 Filmen und TV-Serien auf.
Im Alter von 71 Jahren starb sie am 21. Dezember 2010 nach langer Krankheit.

## Filmografie
- 1962: Señoritas alumnas (Fernsehserie, 19 Folgen)
- 1965: Su comedia favorita (Fernsehserie)
- 1965: Teatro del sábado (Fernsehserie, 1 Folge)
- 1966: Teatro como en el teatro (Fernsehserie, 1 Folge)
- 1966: Carola y Carolina (Fernsehserie, 3 Folgen)
- 1967: Quiere casarse conmigo...?!
- 1968: Este cura
- 1971: La bestia desnuda
- 1971: Pequemos un poquito (Fernsehfilm)
- 1971: El teleteatro de Alberto Migré (Fernsehserie, 1 Folge)
- 1971: Historias de Nosedonde (Fernsehserie, 3 Folgen)
- 1971: Así amaban los héroes (Fernsehserie, 19 Folgen)
- 1971: Nacido para odiarte (Fernsehserie, 39 Folgen)
- 1972: La selva es mujer (Fernsehserie, 3 Folgen)
- 1972: Un extraño en nuestras vidas (Fernsehserie, 22 Folgen)
- 1973: Humor a la italiana (Fernsehserie, 1 Folge)
- 1973: Teatro argentino (Fernsehserie, 1 Folge)
- 1973: Teatro como en el teatro (Fernsehserie, 1 Folge)
- 1973: Lo mejor de nuestra vida... nuestros hijos (Fernsehserie, 16 Folgen)
- 1974: Crimen en hotel alojamiento
- 1974: Alta comedia (Fernsehserie, 1 Folge)
- 1974: El teatro de Jorge Salcedo (Fernsehserie, 1 Folge)
- 1975: Los chantas
- 1976: Juan que reía
- 1976: Cuentos para la noche -(Fernsehserie, 1 Folge)
- 1977: ¿Qué es el otoño?
- 1978: Juana rebelde (Fernsehserie, 19 Folgen)
- 1979: Andrea Celeste (Fernsehserie, 1 Folge)
- 1980: Calabromas (Fernsehserie, 19 Folgen)
- 1981: El Rafa (Fernsehserie, 20 Folgen)
- 1982: Nosotros y los miedos (Fernsehserie, 2 Folgen)
- 1982: Área peligrosa (Miniserie, 1 Folge)
- 1981–1982: Teatro de humor (Fernsehserie, 5 Folgen)
- 1982: Las 24 horas (Fernsehserie, 1 Folge)
- 1982: Casi una pareja (Fernsehserie, 19 Folgen)
- 1982: Un novio difícil (Fernsehserie, 19 Folgen)
- 1983: Espérame mucho
- 1983: Jugarse entero (Fernsehserie, 19 Folgen)
- 1988: Como la vida misma (Miniserie, 1 Folge)
- 1988: De fulanas y menganas (Fernsehserie, 2 Folgen)
- 1989: Las comedias de Darío Vittori (Fernsehserie, 1 Folge)
- 1989: La familia Benvenuto (Fernsehserie, 195 Folgen)
- 1998: Cómplices
- 1999–2000: Campeones de la vida (Fernsehserie, 363 Folgen)
- 2000: Felicidades
- 2001: El despertar de L
- 2001: Vacaciones en la Tierra (Video)
- 2003: Puerto de Partida (Kurzfilm)
- 2005: Tatuado